# Phytelephas seemannii
Phytelephas seemannii är en enhjärtbladig växtart som beskrevs av Orator Fuller Cook. Phytelephas seemannii ingår i släktet Phytelephas och familjen Arecaceae. Inga underarter finns listade i Catalogue of Life.

## Bildgalleri

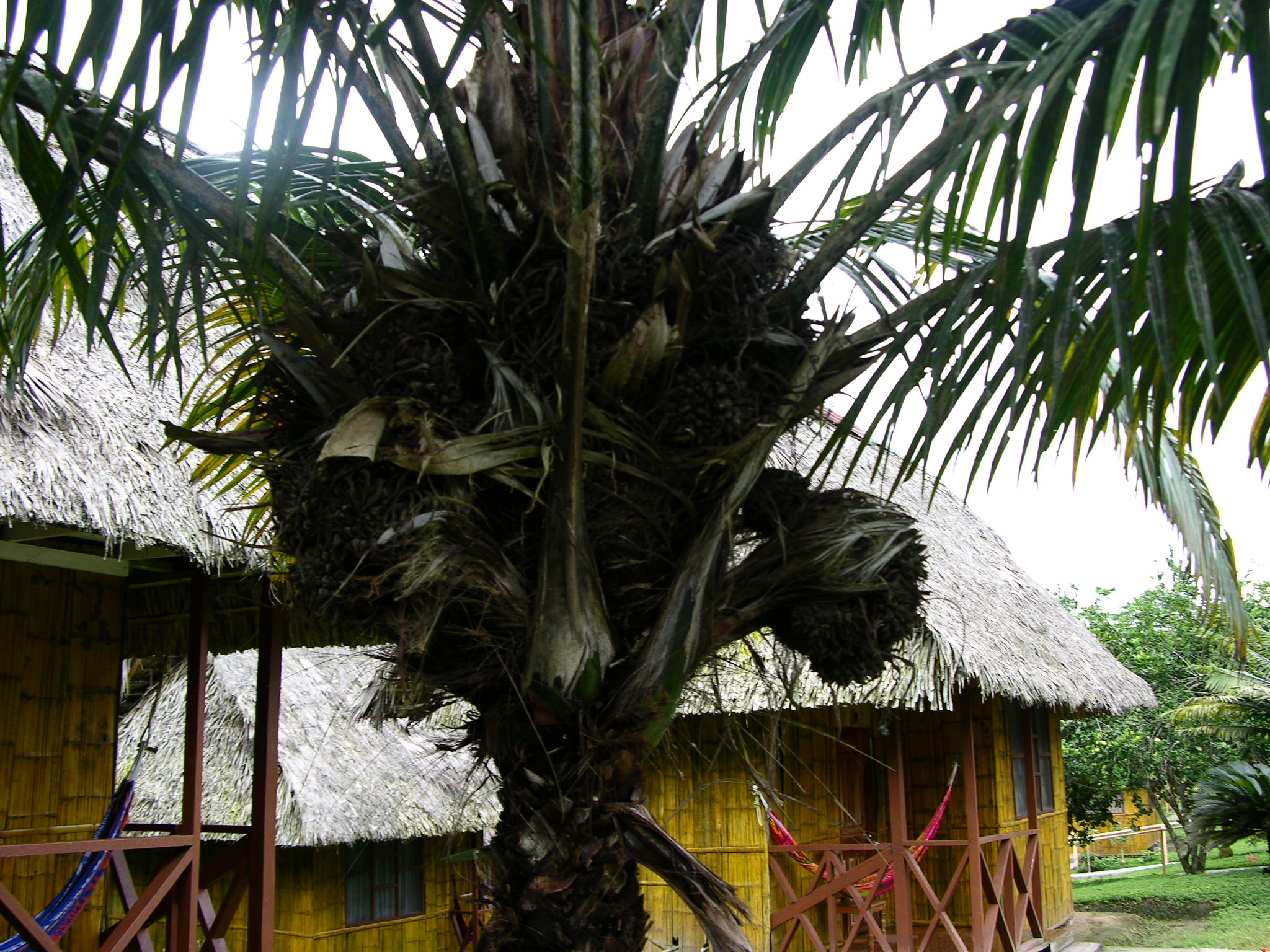